# Hydrolaetare
Hydrolaetare – rodzaj płazów bezogonowych z podrodziny Leptodactylinae w rodzinie świstkowatych (Leptodactylidae).

## Zasięg występowania
Rodzaj obejmuje gatunki występujące punktowo w dorzeczu Amazonki od Madeiry i stanu Acre (Brazylia) do Kolumbii, Peru, Boliwii i Gujany Francuskiej.

## Systematyka

### Etymologia
Hydrolaetare (Hydrolaetere): gr. ὑδωρ hudōr, ὑδατος hudatos „woda”; łac. laetare „radować się”, od laetus „wesoły, radosny”.

### Podział systematyczny
Do rodzaju należą następujące gatunki:
- Hydrolaetare caparu Jansen, Gonzales-Álvarez & Köhler, 2007
- Hydrolaetare dantasi (Bokermann, 1959)
- Hydrolaetare schmidti (Cochran & Goin, 1959) – świstek selwowy[5]